# Spes Volley Conegliano 2008-2009
Questa voce raccoglie le informazioni riguardanti la Spes Volley Conegliano nelle competizioni ufficiali della stagione 2008-2009.

## Stagione
La stagione 2008-09 è per la Spes Volley Conegliano, sponsorizzata dalla Zoppas Industries, la prima in Serie A1: la promozione nel massimo campionato italiano è stata infatti conquistata grazie alla vittoria della Serie A2 2007-08. In panchina viene confermato l'allenatore Mario Regulo Martínez, così come buona parte della rosa autrice della promozione: gli unici innesti infatti riguardano Simona Ghisellini, Sarah Pavan e Marika Serafin.
Il campionato si apre con la sconfitta esterna sul campo del Volley Bergamo per 3-0, a cui però seguono le prime due vittorie consecutive contro il Vicenza Volley e la Pallavolo Sirio Perugia: dopo un periodo di alternanza di risultati, la squadra di Conegliano si aggiudica quattro gare consecutive, per poi chiudere il girone di andata con tre stop di fila, chiudendo all'ottavo posto in classifica, utile per essere ripescata in Coppa Italia. Il girone di ritorno comincia con due vittorie e poi con due sconfitte: la fase finale della regular season è caratterizzata prima da due successi e poi da quattro gare perse consecutivamente che portano la squadra al nono posto in classifica, non qualificandola per i play-off scudetto.
La partecipazione alla Coppa Italia è garantita a tutti i club che disputano la Serie A1 2008-09: la Spes Volley Conegliano esce però alla prima fase eliminata dal Giannino Pieralisi Volley, perdendo la gara di andata ma vincendo quella di ritorno, realizzando però un peggiore quoziente set; viene tuttavia ripescata per disputare i quarti di finale grazie all'ottavo posto al termine della regular season del girone di andata di campionato: la sfida è contro il Robursport Volley Pesaro che, vincendo per 3-0, estromette le venete dalla competizione.

## Organigramma societario
Area direttiva
- Presidente: Giovanni Lucchetta

Area tecnica
- Allenatore: Mario Regulo Martínez
- Allenatore in seconda: Fabrizio Della Libera
- Scout man: Andrea Sacchetta

Area sanitaria
- Medico: Fabrizio Carnielli
- Preparatore atletico: Eduardo Romero
- Fisioterapista: Denjs Balbo

## Rosa
| N° | Nome               | Ruolo | Data di nascita  | Nazionalità sportiva |
| -- | ------------------ | ----- | ---------------- | -------------------- |
| 2  | Jovana Brakočević  | S/O   | 5 marzo 1988     | Serbia               |
| 3  | Simona Ghisellini  | P     | 20 gennaio 1974  | Italia               |
| 7  | Francesca Marcon   | S     | 9 luglio 1983    | Italia               |
| 8  | Luciana do Carmo   | S     | 13 luglio 1979   | Brasile              |
| 9  | Elisa Manzano      | C     | 18 gennaio 1985  | Italia               |
| 10 | Sarah Pavan        | S/O   | 16 agosto 1986   | Canada               |
| 11 | Caterina Bonan     | C     | 19 giugno 1986   | Italia               |
| 12 | Carla Rossetto     | L     | 20 dicembre 1984 | Italia               |
| 14 | Marika Serafin     | S     | 28 maggio 1977   | Italia               |
| 15 | Stefania Positello | C     | 25 febbraio 1984 | Italia               |
| 16 | Valentina Serena   | P     | 10 novembre 1981 | Italia               |
| 17 | Lisa Ceschin       | L     | 14 aprile 1993   | Italia               |

## Mercato
| Acquisti | Acquisti          | Acquisti | Acquisti   |
| R.       | Nome              | da       | Modalità   |
| -------- | ----------------- | -------- | ---------- |
| P        | Simona Ghisellini | Codognè  | definitivo |
| S/O      | Sarah Pavan       | Nebraska | definitivo |
| S        | Marika Serafin    | Fakel    | definitivo |

| Cessioni | Cessioni            | Cessioni         | Cessioni   |
| R.       | Nome                | a                | Modalità   |
| -------- | ------------------- | ---------------- | ---------- |
| S/O      | Alessandra Bardini  | ?                | definitivo |
| C        | Monica Bernardi     | Top Team Belluno | definitivo |
| S        | Luisina Costagrande | ?                | definitivo |
| S        | Elisa Dal Mas       | Kallima          | definitivo |
| S        | Elena Robazza       | Top Team Belluno | definitivo |
| P        | Helena Vidal        | Top Team Belluno | definitivo |

## Risultati

### Serie A1

#### Girone di andata
| 1ª giornata - 12 ottobre 2008 PalaNorda, Bergamo              | Bergamo            | 3 - 0 | Spes Conegliano   | 25-17, 25-23, 25-22               |
| 2ª giornata - 19 ottobre 2008 Zoppas Arena, Conegliano        | Spes Conegliano    | 3 - 0 | Vicenza           | 25-21, 25-21, 25-19               |
| 3ª giornata - 25 ottobre 2008 Zoppas Arena, Conegliano        | Spes Conegliano    | 3 - 1 | Sirio Perugia     | 21-25, 25-17, 25-21, 25-22        |
| 4ª giornata - 2 novembre 2008 PalaPaganelli, Sassuolo         | Sassuolo           | 3 - 1 | Spes Conegliano   | 25-20, 25-19, 23-25, 25-22        |
| 5ª giornata - 9 novembre 2008 Zoppas Arena, Conegliano        | Spes Conegliano    | 3 - 1 | Castellana Grotte | 25-19, 25-16, 21-25, 25-22        |
| 6ª giornata - 16 novembre 2008 Carisport, Cesena              | Cesena             | 3 - 0 | Spes Conegliano   | 25-23, 27-25, 25-15               |
| 7ª giornata - 23 novembre 2008 Zoppas Arena, Conegliano       | Spes Conegliano    | 3 - 2 | Busto Arsizio     | 25-20, 16-25, 25-21, 23-25, 15-12 |
| 8ª giornata - 30 novembre 2008 PalaCooper, Santeramo in Colle | Santeramo          | 2 - 3 | Spes Conegliano   | 19-25, 25-20, 22-25, 25-16, 9-15  |
| 9ª giornata - 4 dicembre 2008 Zoppas Arena, Conegliano        | Spes Conegliano    | 3 - 0 | Pavia             | 25-22, 25-14, 25-20               |
| 10ª giornata - 14 dicembre 2008 Zoppas Arena, Conegliano      | Spes Conegliano    | 3 - 1 | Chieri            | 21-25, 25-20, 25-16, 25-20        |
| 11ª giornata - 21 dicembre 2008 PalaTriccoli, Jesi            | Giannino Pieralisi | 3 - 1 | Spes Conegliano   | 23-25, 33-31, 25-19, 25-20        |
| 12ª giornata - 26 dicembre 2008 Zoppas Arena, Conegliano      | Spes Conegliano    | 0 - 3 | Robursport Pesaro | 13-25, 18-25, 22-25               |
| 13ª giornata - 6 gennaio 2009 Sporting Palace, Novara         | Asystel            | 3 - 0 | Spes Conegliano   | 25-19, 25-17, 25-17               |

#### Girone di ritorno
| 14ª giornata - 11 gennaio 2009 Zoppas Arena, Conegliano            | Spes Conegliano   | 3 - 1 | Bergamo            | 23-25, 25-19, 25-16, 25-21        |
| 15ª giornata - 18 gennaio 2009 Palasport Città di Vicenza, Vicenza | Vicenza           | 2 - 3 | Spes Conegliano    | 25-17, 25-21, 21-25, 18-25, 13-15 |
| 16ª giornata - 25 gennaio 2009 PalaEvangelisti, Perugia            | Sirio Perugia     | 3 - 1 | Spes Conegliano    | 25-20, 25-15, 22-25, 25-20        |
| 17ª giornata - 1º febbraio 2009 Zoppas Arena, Conegliano           | Spes Conegliano   | 1 - 3 | Sassuolo           | 25-16, 26-28, 20-25, 22-25        |
| 18ª giornata - 15 febbraio 2009 PalaGrotte, Castellana Grotte      | Castellana Grotte | 2 - 3 | Spes Conegliano    | 25-22, 20-25, 25-22, 21-25, 11-15 |
| 19ª giornata - 21 febbraio 2009 Zoppas Arena, Conegliano           | Spes Conegliano   | 3 - 0 | Cesena             | 25-19, 25-18, 25-23               |
| 20ª giornata - 1º marzo 2009 PalaYamamay, Busto Arsizio            | Busto Arsizio     | 3 - 1 | Spes Conegliano    | 15-25, 25-19, 25-14, 25-17        |
| 21ª giornata - 8 marzo 2009 Zoppas Arena, Conegliano               | Spes Conegliano   | 3 - 0 | Santeramo          | 25-18, 25-18, 25-19               |
| 22ª giornata - 15 marzo 2009 PalaRavizza, Pavia                    | Pavia             | 0 - 3 | Spes Conegliano    | 28-30, 19-25, 23-25               |
| 23ª giornata - 22 marzo 2009 PalaMaddalene, Chieri                 | Chieri            | 3 - 2 | Spes Conegliano    | 19-25, 17-25, 25-22, 25-20, 15-13 |
| 24ª giornata - 29 marzo 2009 Zoppas Arena, Conegliano              | Spes Conegliano   | 2 - 3 | Giannino Pieralisi | 22-25, 24-26, 25-21, 25-17, 10-15 |
| 25ª giornata - 4 aprile 2009 PalaDionigi, Sant'Angelo in Lizzola   | Robursport Pesaro | 3 - 0 | Spes Conegliano    | 25-21, 25-17, 25-17               |
| 26ª giornata - 11 aprile 2009 Zoppas Arena, Conegliano             | Spes Conegliano   | 1 - 3 | Asystel            | 13-25, 26-24, 21-25, 16-25        |

### Coppa Italia

#### Fase a eliminazione diretta
| Prima fase (andata) - 22 ottobre 2008 Zoppas Arena, Conegliano | Spes Conegliano    | 1 - 3 | Giannino Pieralisi | 19-25, 26-24, 20-25, 16-25        |
| Prima fase (ritorno) - 29 ottobre 2008 PalaTriccoli, Jesi      | Giannino Pieralisi | 2 - 3 | Spes Conegliano    | 25-21, 27-29, 19-25, 25-16, 12-15 |
| Quarti di finale - 6 febbraio 2009 PalaSele, Eboli             | Robursport Pesaro  | 3 - 0 | Spes Conegliano    | 25-13, 25-13, 25-20               |

## Statistiche

### Statistiche di squadra
| Competizione | Punti | In casa | In casa | In casa | In trasferta | In trasferta | In trasferta | Totale | Totale | Totale |
| Competizione | Punti | G       | V       | P       | G            | V            | P            | G      | V      | P      |
| ------------ | ----- | ------- | ------- | ------- | ------------ | ------------ | ------------ | ------ | ------ | ------ |
| Serie A1     | 37    | 13      | 9       | 4       | 13           | 4            | 9            | 26     | 13     | 13     |
| Coppa Italia | -     | 1       | 0       | 1       | 1            | 1            | 0            | 3      | 1      | 2      |
| Totale       | -     | 14      | 9       | 5       | 14           | 5            | 9            | 29     | 14     | 15     |

G = partite giocate; V = partite vinte; P = partite perse

### Statistiche dei giocatori
| Giocatore     | Serie A1 | Serie A1 | Serie A1 | Serie A1 | Serie A1 | Coppa Italia | Coppa Italia | Coppa Italia | Coppa Italia | Coppa Italia | Totale | Totale | Totale | Totale | Totale |
| Giocatore     | P        | PT       | AV       | MV       | BV       | P            | PT           | AV           | MV           | BV           | P      | PT     | AV     | MV     | BV     |
| ------------- | -------- | -------- | -------- | -------- | -------- | ------------ | ------------ | ------------ | ------------ | ------------ | ------ | ------ | ------ | ------ | ------ |
| C. Bonan      | 3        | 3        | 3        | 0        | 0        | 2            | 2            | 2            | 0            | 0            | 5      | 5      | 5      | 0      | 0      |
| J. Brakočević | 25       | 416      | 349      | 45       | 22       | 3            | 47           | 38           | 6            | 3            | 28     | 463    | 387    | 51     | 25     |
| L. Ceschin    | 0        | -        | -        | -        | -        | -            | -            | -            | -            | -            | 0      | -      | -      | -      | -      |
| L. do Carmo   | 26       | 173      | 148      | 20       | 5        | 3            | 19           | 14           | 4            | 1            | 29     | 192    | 162    | 24     | 6      |
| S. Ghisellini | 24       | 6        | 3        | 0        | 3        | 2            | 0            | 0            | 0            | 0            | 26     | 6      | 3      | 0      | 3      |
| E. Manzano    | 26       | 225      | 122      | 97       | 6        | 2            | 10           | 5            | 5            | 0            | 28     | 235    | 127    | 102    | 6      |
| F. Marcon     | 26       | 190      | 157      | 24       | 9        | 3            | 29           | 27           | 1            | 1            | 29     | 219    | 184    | 25     | 10     |
| S. Pavan      | 26       | 410      | 336      | 52       | 22       | 3            | 31           | 24           | 5            | 2            | 29     | 441    | 360    | 57     | 24     |
| S. Positello  | 25       | 13       | 8        | 3        | 2        | 2            | 4            | 4            | 0            | 0            | 27     | 17     | 12     | 3      | 2      |
| C. Rossetto   | 26       | -        | -        | -        | -        | 3            | -            | -            | -            | -            | 29     | -      | -      | -      | -      |
| M. Serafin    | 16       | 111      | 91       | 15       | 5        | 2            | 20           | 17           | 2            | 1            | 18     | 131    | 108    | 17     | 6      |
| V. Serena     | 25       | 83       | 32       | 39       | 12       | 3            | 8            | 0            | 4            | 4            | 28     | 91     | 32     | 43     | 16     |

P = presenze; PT = punti totali; AV = attacchi vincenti; MV = muri vincenti; BV = battute vincenti